# Inocêncio Engelke
Dom Frei Inocêncio Engelke, OFM (11 de março de 1881 — 16 de junho de 1960), foi clérigo brasileiro da Igreja Católica Romana. Era frade franciscano e foi o segundo bispo da Diocese da Campanha, em Minas Gerais, a qual governou de 1935 até sua morte.

## Biografia
Nasceu em Joinville, Santa Catarina, em 11 de março de 1881 filho dos imigrantes prussianos Emma Malschitzky e Wilhelm "Guilherme" Engelke, este, médico, e um dos fundadores de Blumenau. Foi batizado em 26 de abril seguinte, na Igreja Paroquial de São Francisco Xavier recebendo o nome de Francisco Eugênio.
Ingressando na Ordem dos Frades Menores, teve seu nome permutado para Inocêncio. Foi o primeiro aluno da Província Franciscana do Sul a ordenar-se presbítero, o que ocorreu a 31 de janeiro de 1907, pela imposição das mãos de Dom Duarte Leopoldo e Silva. Foi professor de diversas disciplinas em Curitiba e em Petrópolis, diretor espiritual de algumas associações e definidor da Província Franciscana.
Em 4 de julho de 1924, foi nomeado bispo titular de Trapezópolis e coadjutor de Dom João de Almeida Ferrão, em Campanha. Foi sagrado bispo por Dom João Francisco Braga, arcebispo de Curitiba, em 12 de dezembro de 1924, e tomou posse no dia seguinte. Sucedeu ao trono episcopal à morte de Dom Ferrão em 25 de dezembro de 1935.
Realizou a construção de um novo prédio para o Seminário Diocesano, onde se formaram 56 sacerdotes do Clero Secular. Também reformou a catedral, o Palácio Episcopal São José, o Museu Regional que hoje leva seu nome, entre outras.
Faleceu aos 79 anos, em 16 de junho de 1960.